# 江尻正員
江尻 正員（えじり まさかず、1937年3月9日 - ）は、機械工学や画像処理を専門とする日本のエンジニア。工学博士（大阪大学）、エンゲルバーガー賞受賞者。1970年に世界に先駆けて積み木を認識・積み重ねる人工知能ロボットを開発。その後画像処理を世界で初めて工業応用したとされるボルト自動締結ロボットも開発した。
日立製作所中央研究所において制御工学、画像処理、人工知能、ロボット工学の研究に取り組み、様々な自動機械、ロボットを開発。中央研究所と機械技術研究所では技師長を務めている。
なお、学術界では画像処理を中心とした国際会議の開催に貢献。定年退職後も産業技術コンサルタントとして活動し、日本ロボット学会会長や横断型基幹科学技術研究団体連合副会長などを歴任している。

## 来歴・人物
1959年に大阪大学工学部機械工学科を卒業。日立製作所に就職し、中央研究所に配属される。二相サーボマニピュレータの制御に携わり、学位も一連の研究で取得する（大阪大学、1967年、論文博士）。この間、1964年頃にトランジスタの自動組立機械に取り組んだが、人間よりも作業性に劣ったため、結局使われなかった。
1967年から1968年にかけてイリノイ大学に留学し、猫の視覚を研究している。1970年頃、人工知能ロボットHIVIPを開発。カメラで積み木を認識し、アームで積み重ねる動きを実現させる。その後、ボルトの自動締結やトランジスタ組立ロボットに画像処理の技術を応用する。これらは先駆的な業績として多くの賞を受賞した。
なお、江尻は学会でも活発に活動し、特に画像処理に関する国際会議にも深く関与した。また、1995年に筑波で開催された国際会議において、ロボット研究に対する自戒を込めた批判をし、「我々は正しい道を歩んでいるか」という問題提起を行った。これは大きな反響を呼び、一週間後の別の国際会議でも話題になり、国際的な研究誌でも取り上げられた。
2003年に日立製作所を退職。その後も産業技術コンサルタントとして活動するとともに、横間連合で副会長を務めた。2005年にはエンゲルバーガー賞（技術）を受賞している。

## 受賞歴
- 1967年 - 計測自動制御学会 昭和41年度学術論文賞[16][注釈 1]
- 1974年 - 米国IR-100 Award受賞[2]
- 1975年 - 日本機械振興協会賞受賞[3]
- 1976年 - 研究功績者顕彰 科学技術庁長官賞[1][10]
- 1978年 - 米国Pattern Recognition Society論文賞[2][注釈 2]
- 1978年 - 日本産業技術大賞（内閣総理大臣賞）[3]
- 1982年 - 米国生産工学会「過去半世紀における傑出技術賞」（1973年度分）[2]
- 2005年 - エンゲルバーガー賞（技術）[4]

## 社会的活動
- IEEE - ライフフェロー[17][10]
- IAPR - ヴァイスプレジデント[10]、フェロー[18]
- 電子情報通信学会 - フェロー[19]
- 日本ロボット学会 - 第8代会長、フェロー[20]、名誉会員（名誉会長）[21]
- 計測自動制御学会 - 正会員[9]
- 日本機械学会 - 正会員[18]
- 電気学会 - 正会員[18]

## 著作

### 学位論文
- 『二相サーボモータを用いたサーボ機構とその振動に関する研究』 大阪大学〈博士論文（乙第412号）〉、1967年3月18日、NAID 500000368024。

### 著書
（単著）
- 『工業用画像処理』 昭晃堂 1988年5月、ISBN 4785611596
- Machine vision : a practical technology for advanced image processing. Gordon and Breach Science Publishers. (1989). ISBN 2881243533.
- 『近隣ぶらり探訪記 ― 知られざる茨城の魅力 ―』2020年9月、（非売品、茨城県内の図書館に所蔵）[22][23]

（共著）
- 『ロボット工学の基礎と応用』 コロナ社、1984年6月、ISBN 978-4-88552-052-5。
- 『人工知能』 昭晃堂、1988年8月、ISBN 4785690291。
- 『マシンビジョン』 昭晃堂<これからの画像情報シリーズ 4>、1990年5月、ISBN 4785620730。
- 『私の研究遍歴 第1巻』 コロナ社<信号処理技術ライブラリー> 信号処理学会 谷萩隆嗣 編、コロナ社2003年11月、ISBN 978-4-339-08264-7。

（監修）
- 『画像処理産業応用総覧 上巻 ― 基礎・システム技術編 ― 』 フジ・テクノシステム、1994年、ISBN 4938555395。
- 『ディジタル画像処理』 画像情報教育振興協会、2004年7月、ISBN 9784903474014。
  - 『ディジタル画像処理 改訂第二版』画像情報教育振興協会、2020年2月、ISBN 978-4903474649。

### 記事
（解説）
- 「サーボマニピュレータ」、『計測と制御』第2巻第7号、1963年、 483-490頁。鴨井章との共著。
- 「I.ここまできたディジタルマッピング」、『電気学会論文誌D（産業応用部門誌）』第111巻第3号、1991年、 177-179頁。岩村一昭との共著。
- 「産業応用における画像理解技術の現状」、『人工知能学会誌』第4巻第1号、1989年1月、 43-51頁。酒匂裕との共著。
- 「横断型基幹科学技術としてのロボティクス」、『計測と制御』第42巻第3号、2003年、 209-214頁。木下源一郎との共著。
- 「最近のロボット研究の動向」、『電気学会論文誌C（電子・情報・システム部門誌）』第125巻第6号、2005年、 830-833頁。

（展望）
- 「生体工学の位置づけとその将来展望」、『計測と制御』第8巻第5号、1969年、 313-322頁。
- 「生産から観たロボット技術への期待」、『日本ロボット学会誌』第16巻第1号、1998年、 39-40頁。
- 「産業界でのビジョン技術実用化の足跡と将来への期待」、『日本ロボット学会誌』第20巻第4号、2002年、 356-359頁。

（回想・提言）
- 「半導体自動組立装置の開発経緯」、『映像情報メディア学会誌』第51巻第9号、1997年、 1404-1407頁。
- “Reminiscences of my Machine Vision Research and IAPR Activities”. IAPR News Letter 34 (2): 3-5. (2012).
- 「私の発言 悪夢も夢も夢は夢。」、『O plus E : Optics・Electronics』第25巻第280号、2003年3月、 270-274頁。
- 「拝啓，同志 ロボット研究者・技術者諸君！ ― 研究開発での社会軸と自分軸 ―」、『日本ロボット学会誌』第33巻第4号、2015年、 247-250頁。